# 983
983 (CMLXXXIII) var ett normalår som började en måndag i den julianska kalendern.

## Händelser

### November
- November eller december – Sedan Benedictus VII har avlidit den 10 juli väljs Pietro Canepanova till påve och tar namnet Johannes XIV.

### Okänt datum
- Erik Segersälls här besegrar Styrbjörn Starkes jomsvikingar i slaget vid Fyrisvallarna (eller 985).
- Abul-Futuh Sayf ad-Dawla Buluggin ibn Ziri efterträds av Abul-Fat'h al-Mansur ibn Buluggin i ziriddynastin.
- Det stora slaviska upproret i Tyskland.

## Födda
- Gunnlaug Ormstunga, isländsk kämpe och skald.
- Le Long Viet, kejsare av Vietnam.

## Avlidna
- 10 juli – Benedictus VII, påve sedan 974.
- Otto II, tysk-romersk kejsare sedan 967.